# Octane (magazine)
Octane est un magazine mensuel britannique spécialisé dans l'automobile. Fondé en 2003 et publié par Dennis Publishing, il propose des informations, des tests routiers et des guides d'achats pour les voitures de sport et de collection. Il propose également des petites annonces.